# Ганс-Георг фон Лілієнталь
Ганс-Георг фон Лілієнталь (нім. Hans-Georg von Lilienthal; 22 березня 1898, Мюнстер — 18 червня 1990, Мюнхен) — німецький військовий чиновник, генерал-інтендант вермахту.

## Біографія
Після закінчення кадетського корпусу в серпні 1914 року вступив в 25-й піхотний полк. Учасник Першої світової війни. В 1919 році демобілізований. 1 квітня 1924 року вступив в адміністрацію 5-го військового округу. 1 квітня 1925 року зарахований на військову адміністративну службу. З 1 травня 1935 року — директор училища військової адлміністрації. З 1938 року — начальник адміністрації 7-го, з травня 1940 року — 12-го військового округу. З травня 1942 року — головний адміністратор 7-ї армії, з травня 1944 року — німецької військової адміністрації в Румунії при головнокомандувачі румунською армією. 28 серпня 1944 року взятий в полон радянськими військами. 18 грудня 1944 року підписав звернення «До народу і вермахті» національного комітету «Вільна Німеччина». 7 жовтня 1955 року звільнений.

## Звання
- Лейтенант (серпень 1914)
- Урядовий радник (1 квітня 1927)
- Старший урядовний радник (1 листопада 1934)
- Оберст-інтендант (1 квітня 1937)
- Генерал-інтендант (1 липня 1942)

## Нагороди
- Залізний хрест 2-го класу
- Почесний хрест ветерана війни з мечами
- Медаль «За вислугу років у Вермахті» 4-го, 3-го і 2-го класу (18 років)
- Хрест Воєнних заслуг 2-го і 1-го класу з мечами